# Konventionen om nattarbete i bagerier
Konventionen om nattarbete i bagerier (ILO:s konvention nr 20 angående nattarbete i bagerier, Convention concerning Night Work in Bakeries) är en konvention som antogs av Internationella arbetsorganisationen (ILO) den 8 juni 1925 i Genève. Konventionen förbjuder, med vissa undantag, nattarbete i bagerier. Den ålägger varje medlemsstat att definiera "natt" i sammanhanget men specificerar att den måste bestå av minst sju sammanhängande timmar. Konventionen består av 13 artiklar.

## Ratificering
Konventionen har ratificerats av 17 stater, varav 8 har sagt upp den i efterhand. De länder som har ratificerat och inte sagt upp konventionen är:
| Bolivia   |
| Bulgarien |
| Chile     |
| Colombia  |
| Kuba      |
| Estland   |
| Israel    |
| Panama    |
| Spanien   |